# Leopold von Kalckreuth

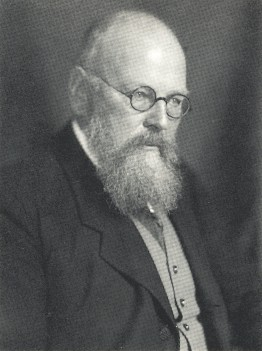
Leopold von Kalckreuth.

Leopold Karl Walter von Kalckreuth, född den 15 maj 1855 i Düsseldorf, död den 1 december 1928, var en tysk greve och målare. Han var son till Stanislaus von Kalckreuth och sonsons son till Friedrich Adolf von Kalckreuth.
von Kalckreuth studerade i Weimar och München, var 1885–1890 professor i Weimar, slog sig sedan ner på landsbygden, blev 1895 professor i Karlsruhe och 1899 i Stuttgart. Kalckreuths huvudområde blev en tid framåt bondelivsbilder, åldringar, jordarbetare, vilka han skildrade med enkel hållning och kraftig, något torr realism. Bland dessa arbeten märks Axplockerskor (1894, galleriet i Stuttgart), Ålderdomen (ett par urgamla gåsvakterskor, Dresdengalleriet), Regnbågen (1896, nya pinakoteket i München) och triptyken Vår levnad varar 70 år, ansedd som hans bästa verk. von Kalckreuth målade även stämningar från slättbygden, från Elbe (Hamnarbetare, I Hamburgs hamn med flera), från lantlivet (På altanen, Picknick), den stora parkbilden Slottet Klein-Oels (Berlins nationalgalleri), dessutom kraftigt realistiska porträtt och grupper (Fem magistratspersoner, helfigursgrupp 1904, Hamburger Kunsthalle). Sin hustru och sina barn målade har han ofta, såväl i hemmet som i fria luften.